# The Hunting Party (album)
The Hunting Party è il sesto album in studio del gruppo musicale statunitense Linkin Park, pubblicato il 17 giugno 2014 dalla Warner Bros. Records.
L'album ha debuttato al terzo posto della classifica Billboard 200 dietro Ultraviolence di Lana Del Rey e In the Lonely Hour di Sam Smith, vendendo all'incirca 110 000 copie nei soli Stati Uniti durante la prima settimana di pubblicazione. Al dicembre 2014, il disco ha venduto oltre 274 000 copie negli Stati Uniti d'America, dove è stato in seguito certificato disco di platino, e 900 000 nel resto del mondo.

## Descrizione

### Antefatti
Nel maggio 2013, Mike Shinoda ha affermato che i Linkin Park avevano cominciato a lavorare su un sesto album, rivelando successivamente che il gruppo è intenzionato a pubblicare il sesto album in studio per il 2014.

Nel mese di febbraio, Shinoda ha fornito attraverso il suo blog un primo aggiornamento sugli sviluppi del sesto album, il quale sarebbe stato autoprodotto dal gruppo e che sarebbe stato pubblicato nell'estate 2014:
 Il 3 marzo 2014 i Linkin Park hanno pubblicato attraverso YouTube un video della durata di venti secondi, nel quale è stato possibile ascoltare un'anteprima del primo singolo estratto dall'album, ovvero Guilty All the Same. Il singolo, realizzato con la partecipazione del rapper Rakim, è stato pubblicato digitalmente il 7 marzo. Pochi giorni più tardi, Chester Bennington ha rivelato in un'intervista concessa alla radio portoghese 1405 che la frase "The Hunting Party 6.14" apparsa all'interno dell'anteprima di Guilty All the Same indica che il sesto album del gruppo avrebbe visto la pubblicazione nel mese di giugno 2014.
Il 4 aprile 2014 Shinoda ha presentato cinque brani in una sessione d'ascolto tenuta agli MSR Studios di New York, intitolati Keys to the Kingdom, Wastelands, Until It's Gone, All for Nothing e Rebellion. Questi ultimi due brani hanno visto rispettivamente la partecipazione di Page Hamilton, frontman degli Helmet, e di Daron Malakian, chitarrista dei System of a Down. Il 9 aprile il gruppo ha annunciato ufficialmente il titolo dell'album, la data di pubblicazione e la copertina. La lista tracce è stata invece annunciata il 27 dello stesso mese. Il 9 giugno The Hunting Party è stato reso disponibile per lo streaming sull'iTunes Store.

### Composizione
(Mike Shinoda)
A differenza di quanto fatto con gli album precedenti, con The Hunting Party i Linkin Park hanno voluto impiegare un metodo differente per la composizione di nuovo materiale. Mentre per tutti gli album precedenti il gruppo era solito affidarsi al metodo tradizionale di scrittura (creazione di demo e registrazioni continue in studio di registrazione), i brani sono stati prima scritti e composti in studio, senza alcun materiale musicale scritto o composto in precedenza. In un'intervista a Premier Guitar, il chitarrista Brad Delson ha parlato in merito ai metodi impiegati per l'album, spiegando che «qualcosa di non intenzionale potrebbe essere il sound che voglio creare ogni giorno, e sapendo come permettere che questi errori accadano [...] rende [il tutto] potenzialmente [una] gran musica».

Shinoda ha paragonato le sonorità dell'album a quelli rock degli anni novanta: «È un disco rock. È forte ed è rock, ma non nel senso di ciò che si è ascoltato prima, che è molto hardcore punk-thrash anni novanta». Il rapper ha inoltre sottolineato lo stato di "debolezza" del rock moderno nell'industria musicale come un'ispirazione per registrazione un album rock pesante, in modo da «cercare di portare alla ribalta il sound degli anni novanta». In un'intervista con MusicRadar, Brad Delson ha dichiarato che The Hunting Party avrebbe contenuto molti assoli di chitarra:

### Registrazione

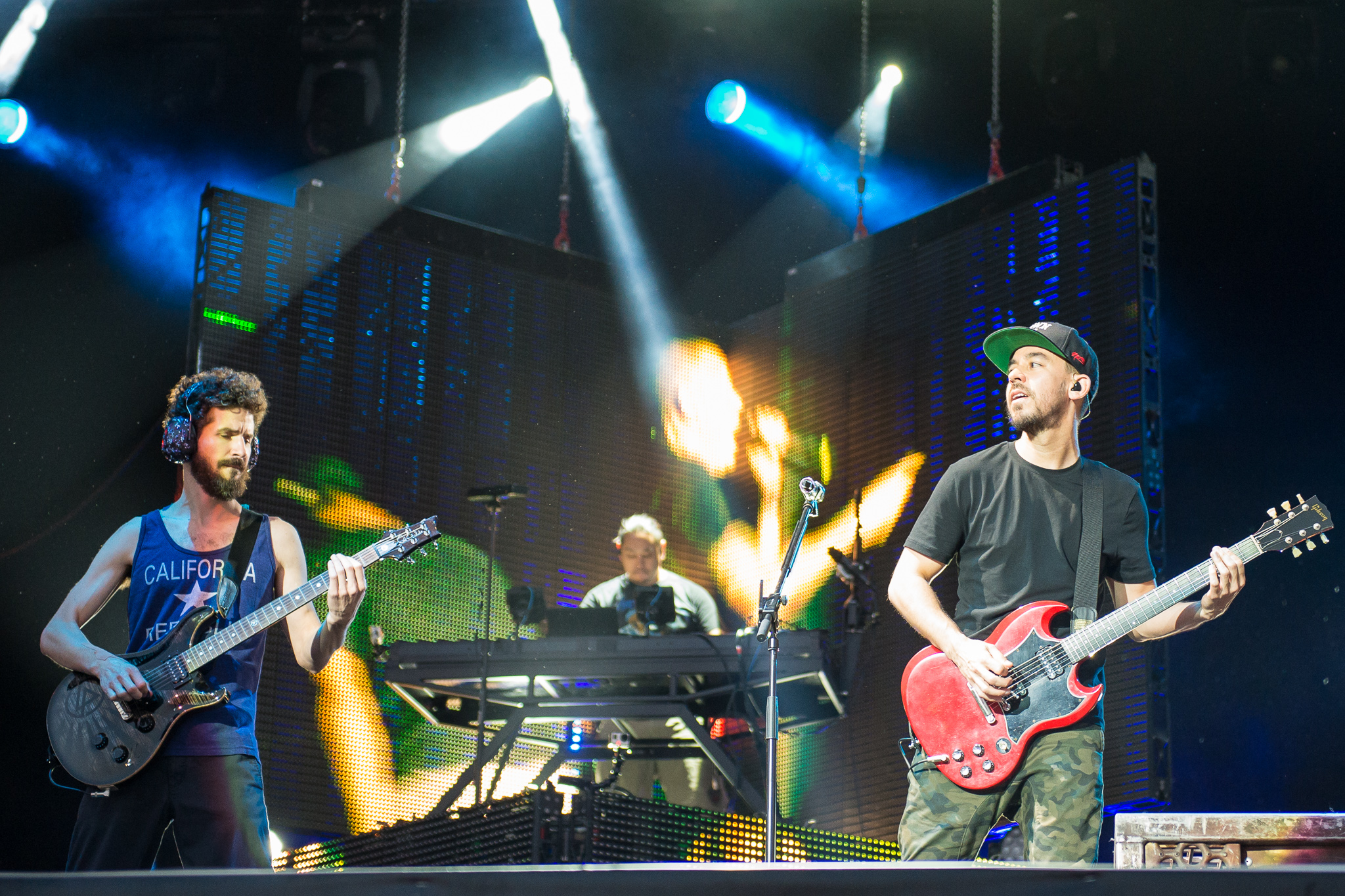
Brad Delson (sinistra) e Mike Shinoda (destra) si sono occupati della produzione dell'album

The Hunting Party è stato registrato presso i Larrabee Sound Studios di Hollywood, in California. Durante le registrazioni del sesto album del gruppo, questi ultimi hanno deciso di dedicare cinque o sei giorni alla settimana ai Larrabee Sound Studios per lavorare sull'album. The Hunting Party è stato inoltre registrato parzialmente anche agli EastWest Studios, situati anch'essi a Hollywood. In quest'ultimo studio di registrazione, il batterista Rob Bourdon e Shinoda hanno registrato le parti di batteria e di percussioni. A differenza degli album in studio precedenti dei Linkin Park, The Hunting Party è caratterizzato dalla presenza di musicisti ospiti: Page Hamilton degli Helmet in All for Nothing, Rakim del duo hip hop Eric B. & Rakim in Guilty All the Same, Daron Malakian dei System of a Down in Rebellion e Tom Morello dei Rage Against the Machine in Drawbar.
La produzione dell'album è iniziata come risultato di una serie di eventi nei quali Mike Shinoda ha deciso di limitare le sonorità elettroniche e sperimentali adottate nei due album precedenti del gruppo, A Thousand Suns (2010) e Living Things (2012). Nel 2013, durante lo svolgimento del tour in supporto a Living Things, Shinoda ha composto e prodotto alcune demo da sonorità simili a quelle di A Thousand Suns e di Living Things e le ha presentate sia ai restanti componenti del gruppo, ricevendo un'accoglienza positiva, che al produttore Rick Rubin, positivo anch'egli su quanto realizzato da Shinoda, descrivendole allo stesso come più "pop" rispetto a quanto si aspettava. Tuttavia, dopo aver ascoltato nuovamente le demo al termine del Living Things World Tour, Shinoda ha avvertito una forte negatività riguardo al suo materiale. In un'intervista con la Warner Music, Shinoda ha affermato che «stavo ascoltando il materiale che avevo realizzato, ma, per la maggior parte, le avevo ascoltate ed ero lì per dire "Non è ciò che volevo per il prossimo album; non credo nemmeno a questa musica. Questo è un errore; non mi piace. Non mi piace ciò che sto creando." [...] Ho eliminato il tutto e ho iniziato con del nuovo materiale».

In un'intervista con Rolling Stone, Shinoda ha affermato che la registrazione dell'album è stata difficoltosa per Rob Bourdon, il quale ha dovuto spingersi per andare incontro alla velocità della musica e allo stile:

## Promozione

### Tour

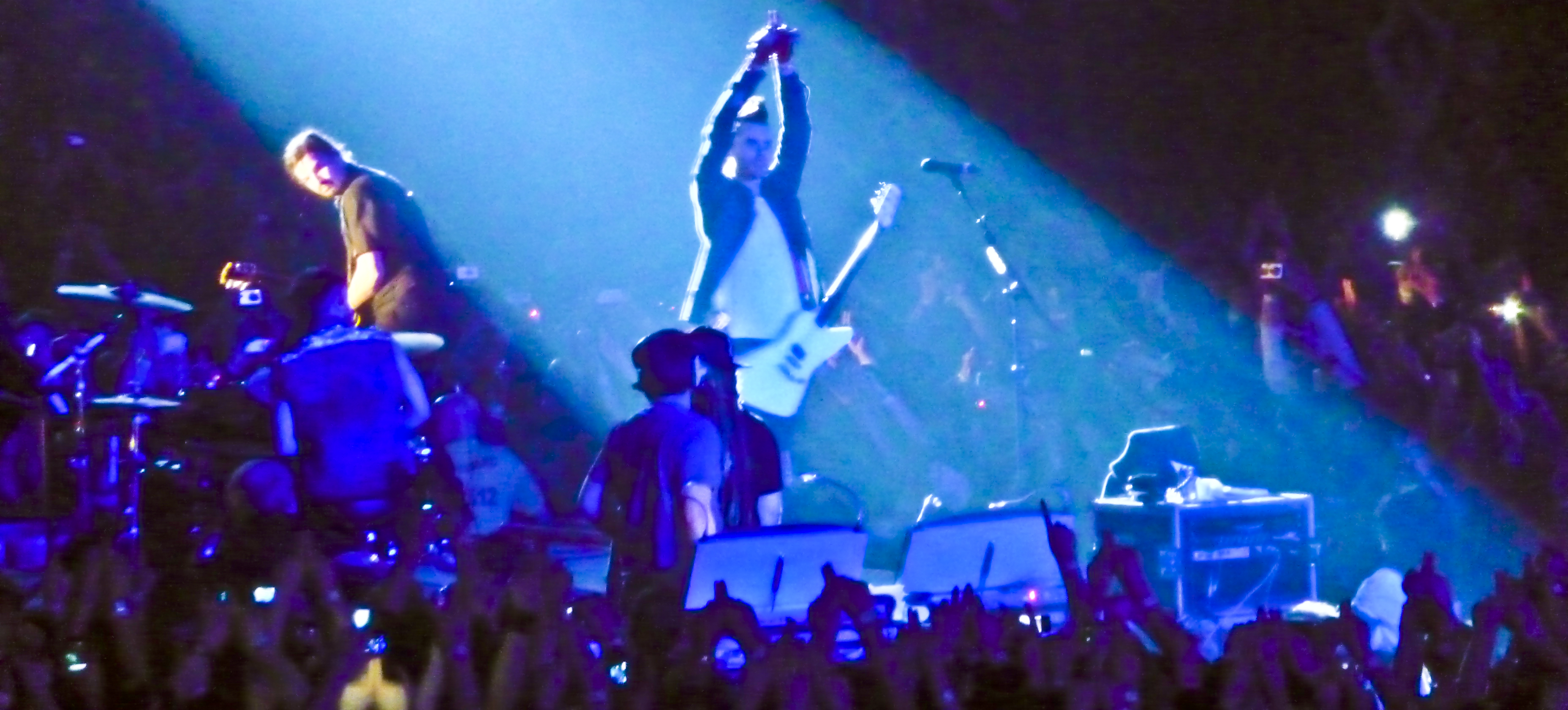
I Thirty Seconds to Mars hanno suonato con i Linkin Park durante il Carnivores Tour

Dopo un breve tour europeo svolto prima della pubblicazione di The Hunting Party, i Linkin Park sono stati impegnati a promuovere l'album attraverso un tour che ha visto anche il gruppo statunitense Thirty Seconds to Mars, impegnato a promuovere il quarto album in studio Love, Lust, Faith and Dreams. Intitolato Carnivores Tour, il tour si è esteso per 25 date tenute negli Stati Uniti d'America tra agosto e settembre 2014 e ha visto la partecipazione del gruppo rock statunitense AFI in qualità di gruppo d'apertura dell'intero tour.

A partire dal mese di novembre i Linkin Park si sono esibiti in Europa per il The Hunting Party Tour, iniziato il 3 novembre a Zurigo e concluso il 24 dello stesso mese a Londra. Ad aprire i concerti dei Linkin Park è stato il gruppo metalcore statunitense Of Mice & Men. I Linkin Park avrebbero dovuto proseguire il tour anche negli Stati Uniti d'America e in Canada a partire dal 15 gennaio 2015 a Orlando per poi concludersi il 14 febbraio ad Edmonton, venendo supportati dagli Of Mice & Men e dai Rise Against. Tuttavia, dopo appena tre date, il gruppo è stato costretto a cancellare tutte le date del tour a causa di un infortunio alla gamba occorso a Bennington. Al riguardo, quest'ultimo ha affermato:
 Il tour è ripreso nel maggio 2015, in concomitanza con la loro apparizione al Rock in Rio tenuto a Las Vegas.

### Edizioni speciali
The Hunting Party è stato pubblicato in Europa il 13 giugno 2014 in due formati differenti: standard da 12 tracce (uscito anche per il download digitale) ed edizione speciale, la quale contiene un DVD denominato Live in Monterrey che racchiude il concerto tenuto dal gruppo il 12 settembre 2012 e registrato da MTV per il programma MTV World Stage. Fino al 22 giugno 2014 è stato inoltre possibile acquistare l'album con l'aggiunta di una versione digitale dell'intera esecuzione del primo album Hybrid Theory avvenuta al Download Festival il 14 giugno dello stesso anno.
Il 12 agosto è stata pubblicata digitalmente un'edizione speciale dell'album, denominata The Hunting Party: Acapellas + Instrumentals, caratterizzata da una copertina alternativa e contenente le versioni a cappella e strumentali dell'album. Il 17 ottobre è stata pubblicata la versione doppio vinile dell'album, caratterizzata da una copertina differente.

### Singoli
Il primo singolo ad essere stato estratto dall'album è Guilty All the Same, reso inizialmente disponibile per l'ascolto attraverso Shazam a partire dal 5 marzo 2014 e pubblicato per il download digitale due giorni più tardi. Il brano ha ottenuto un buon riscontro sia da parte dei fan che da parte dei critici musicali a causa delle sonorità più pesanti, che si discostano notevolmente da quelle dei precedenti album A Thousand Suns (2010) e Living Things (2012).
Il secondo singolo è stato Until It's Gone, reso inizialmente disponibile per l'ascolto su BBC Radio 1 nella serata del 5 maggio 2014 (data in cui è stato pubblicato anche il lyric video) e pubblicato per il download digitale il giorno seguente.
Il 1º giugno il gruppo ha pubblicato il lyric video del brano Wastelands, pubblicato come terzo singolo il giorno seguente. Il 3 giugno è stata trasmessa in anteprima su BBC Radio 1 Rebellion, per la quale è stato pubblicato un lyric video uscito nello stesso giorno. Il singolo è invece uscito il giorno seguente. Infine, il 9 giugno è stato pubblicato un lyric video anche per Final Masquerade, pubblicato nello stesso giorno come quinto singolo digitale.

## Accoglienza
The Hunting Party ha ricevuto recensioni generalmente positive da parte della critica specializzata, con Metacritic che ha assegnato un punteggio di 65/100 basate su quindici recensioni, che indica «pareri passabili e generalmente favorevoli».
Dave Simpson di The Guardian ha dato all'album tre stelle su cinque, elogiando il sostanziale ritorno del gruppo allo stile dei primi due album, in particolare riconoscendo «il desiderio di Shinoda di sperimentare sonorità vicine al punk, la versatilità vocale di Bennington e l'inaspettata prova di Rob Bourdon con ritmi di batteria di vario tipo»; nelle valutazioni delle tracce ha ritenuto «scontato» il secondo singolo Until It's Gone e ha elogiato lo stile non convenzionale di Drawbar e Rebellion. Il critico ha inoltre aggiunto che «il gruppo conosce sicuramente le aspettative del pubblico, e così è riuscito a comporre un prodotto interessante, in grado di richiamare sia lo stile degli esordi che i lavori che li hanno probabilmente ispirati». Chris Schulz di The New Zealand Herald ha recensito positivamente il disco, ritenendolo «rude, libero e spontaneo», aggiungendo che «il gruppo ha prodotto un disco insolito perfino per loro stessi», e continuando che «finalmente hanno registrato un album composto non da brani leggeri e prevedibili ma da tracce dure e ben fatte, compresi richiami al rap rock degli anni novanta e duemila che li ha resi celebri».
David Renshaw di NME ha ritenuto The Hunting Party «un lavoro energico», elogiando la collaborazione di Daron Malakian ma non quella di Tom Morello. Lo storico critico di AllMusic Stephen Thomas Erlewine lo ha definito «un tentativo in gran parte riuscito di tornare allo stile dei primi due dischi». Dan Epstein di Revolver ha giudicato positivamente l'album, considerandolo «non solo il lavoro più duro, pesante e indovinato dagli esordi ma anche il primo a proporre suoni di chitarra vicini a quelli del rock duro vero e proprio».

## Tracce
Testi di Mike Shinoda e Chester Bennington (testi aggiuntivi di Brad Delson), musiche dei Linkin Park, eccetto dove indicato.
1. Keys to the Kingdom – 3:38
2. All for Nothing (feat. Page Hamilton) – 3:33
3. Guilty All the Same (feat. Rakim) – 5:50 (musica: Linkin Park, William Griffin)
4. The Summoning – 1:00
5. War – 2:11
6. Wastelands – 3:15
7. Until It's Gone – 3:53
8. Rebellion (feat. Daron Malakian) – 3:44 (musica: Linkin Park, Daron Malakian)
9. Mark the Graves – 5:05
10. Drawbar (feat. Tom Morello) – 2:46
11. Final Masquerade – 3:37
12. A Line in the Sand – 6:35

Tracce bonus nell'edizione di Microsoft Store
1. With You (Live in LA 9.8.12) – 3:42 (Linkin Park, The Dust Brothers)
2. Lost in the Echo (Live in LA 9.8.12) – 3:57
3. Numb (Live in LA 9.8.12) – 3:17
4. Burn It Down (Live in LA 9.8.12) – 3:57

Live in Monterrey – DVD bonus nell'edizione speciale (Europa, Stati Uniti)
1. Intro – 2:31
2. A Place for My Head – 2:49 (Linkin Park, Mark Wakefield)
3. New Divide – 4:40
4. Somewhere I Belong – 4:16
5. Points of Authority – 3:21
6. Lies Greed Misery – 2:28
7. Lost in the Echo – 3:55
8. What I've Done – 3:37
9. Burn It Down – 3:54
10. In the End – 3:29
11. Bleed It Out – 4:51
12. One Step Closer – 4:10

Hybrid Theory - Live at Download Festival 2014
1. Papercut – 3:13
2. One Step Closer – 3:12
3. With You – 3:34 (Linkin Park, The Dust Brothers)
4. Points of Authority – 5:00
5. Crawling – 3:29
6. Runaway – 3:16 (Linkin Park, Mark Wakefield)
7. By Myself – 3:24
8. In the End – 3:40
9. A Place for My Head – 3:43 (Linkin Park, Mark Wakefield)
10. Forgotten – 3:26 (Linkin Park, Mark Wakefield)
11. Cure for the Itch – 2:50
12. Pushing Me Away – 3:29

The Hunting Party: Acapellas + Instrumentals
1. Keys to the Kingdom (Acapella) – 3:38
2. All for Nothing (feat. Page Hamilton) (Acapella) – 3:33
3. Guilty All the Same (feat. Rakim) (Acapella) – 5:53
4. War (Acapella) – 2:11
5. Wastelands (Acapella) – 3:15
6. Until It's Gone (Acapella) – 3:53
7. Rebellion (Acapella) – 3:44
8. Mark the Graves (Acapella) – 5:05
9. Final Masquerade (Acapella) – 3:37
10. A Line in the Sand (Acapella) – 6:35
11. Keys to the Kingdom (Instrumental) – 3:28
12. All for Nothing (feat. Page Hamilton) (Instrumental) – 3:14
13. Guilty All the Same (Instrumental) – 5:54 (musica: Linkin Park, William Griffin)
14. The Summoning (Instrumental) – 1:02
15. War (Instrumental) – 2:05
16. Wastelands (Instrumental) – 3:18
17. Until It's Gone (Instrumental) – 3:41
18. Rebellion (feat. Daron Malakian) (Instrumental) – 3:45 (musica: Linkin Park, Daron Malakian)
19. Mark the Graves (Instrumental) – 5:02
20. Drawbar (Instrumental) – 3:11
21. Final Masquerade (Instrumental) – 3:40
22. A Line in the Sand (Instrumental) – 6:37

## Formazione
Hanno partecipato alle registrazioni, secondo le note di copertina:
Gruppo
- Chester Bennington – voce
- Rob Bourdon – batteria, percussioni, cori
- Brad Delson – chitarra solista, cori
- Phoenix – basso, cori
- Joe Hahn – campionatore, programmazione, cori
- Mike Shinoda – voce, chitarra ritmica, tastiera, pianoforte

Altri musicisti
- Page Hamilton – voce e chitarra aggiuntive (traccia 2)
- Rakim – voce aggiuntiva (traccia 3)
- Daron Malakian – chitarra aggiuntiva (traccia 8)
- Tom Morello – chitarra aggiuntiva (traccia 10)

Produzione
- Mike Shinoda – produzione, ingegneria del suono, direzione creativa
- Brad Delson – produzione
- Ethan Mates – ingegneria del suono
- Josh Newell – montaggio digitale
- Alejandro Baima – assistenza tecnica
- Brendan Dekora – assistenza tecnica aggiuntiva
- Jennifer Langdon – assistenza tecnica aggiuntiva
- Andy Wallace – missaggio
- Paul Suarez – ingegneria Pro Tools
- Del Bowers – assistenza al missaggio
- Emily Lazar – mastering
- Rich Morales – assistenza al mastering
- Joe Hahn – direzione creativa
- Rickey Kim – direzione creativa
- Brandon Parvini – direzione creativa, computer grafica
- Annie Nguyen – direzione artistica
- James Jean – copertina
- Brandon Cox – fotografia
- Rob Cavallo – coproduzione (traccia 6)
- Emile Haynie – coproduzione (traccia 11)

## Classifiche

### Classifiche settimanali
| Classifica (2014)          | Posizione massima |
| -------------------------- | ----------------- |
| Australia                  | 3                 |
| Austria                    | 2                 |
| Belgio (Fiandre)           | 3                 |
| Belgio (Vallonia)          | 7                 |
| Canada                     | 3                 |
| Danimarca                  | 4                 |
| Finlandia                  | 6                 |
| Francia                    | 3                 |
| Germania                   | 1                 |
| Giappone                   | 4                 |
| Irlanda                    | 6                 |
| Italia                     | 4                 |
| Norvegia                   | 11                |
| Nuova Zelanda              | 2                 |
| Paesi Bassi                | 8                 |
| Polonia                    | 3                 |
| Portogallo                 | 1                 |
| Regno Unito                | 2                 |
| Regno Unito (rock & metal) | 1                 |
| Repubblica Ceca            | 1                 |
| Spagna                     | 6                 |
| Stati Uniti                | 3                 |
| Stati Uniti (alternative)  | 1                 |
| Stati Uniti (hard rock)    | 1                 |
| Stati Uniti (rock)         | 1                 |
| Stati Uniti (tastemaker)   | 3                 |
| Svezia                     | 27                |
| Svizzera                   | 1                 |
| Ungheria                   | 1                 |

### Classifiche di fine anno
| Classifica (2014)         | Posizione |
| ------------------------- | --------- |
| Australia                 | 77        |
| Austria                   | 30        |
| Belgio (Fiandre)          | 96        |
| Belgio (Vallonia)         | 92        |
| Germania                  | 17        |
| Giappone                  | 60        |
| Italia                    | 62        |
| Stati Uniti               | 67        |
| Stati Uniti (alternative) | 10        |
| Stati Uniti (hard rock)   | 2         |
| Stati Uniti (rock)        | 12        |
| Svizzera                  | 18        |
| Ungheria                  | 9         |